# 12 del Bover
12 del Bover (12 Bootis) és un estel binari espectroscòpic a la constel·lació del Bover. Amb magnitud aparent +4,82, la separació entre els seus components és d'aproximadament 1 segon d'arc. S'hi troba a 120 anys llum de distància del sistema solar.
Els dos estels que componen el sistema són dos subgegants blanc-groguencs de tipus espectral F9IV i F8IV respectivament. La primera d'elles, 12 del Bover A, és la més brillant i la menys calenta amb una temperatura superficial de 6.130 K. La seva lluminositat és 7,76 vegades la del Sol i el seu radi és 2,47 vegades major que el radi solar. 12 del Bover B té una temperatura de 6.230 K, una lluminositat de 4,69 sols i un radi de 1,86 radis solars. La diferència en lluminositat, malgrat tenir tipus espectrals pràcticament iguals, és deguda a la diferència de massa entre els dos estels (12 Bootis A té 1,416 masses solars i 12 del Bover B té 1,374 masses solars) així com del seu diferent estat evolutiu. Mentre que a 12 del Bover B encara té lloc la fusió nuclear d'hidrogen en el seu interior, 12 del Bover A, amb un nucli inert d'heli, està començant a transformar-se en una gegant vermella.
Ambdós estels orbiten al voltant del centre de masses comú cada 9 dies, 14 hores i 30 minuts. La seva separació mitjana és de 0,1245 ua, un terç de la distància que separa a Mercuri del Sol.